# Calanus glacialis

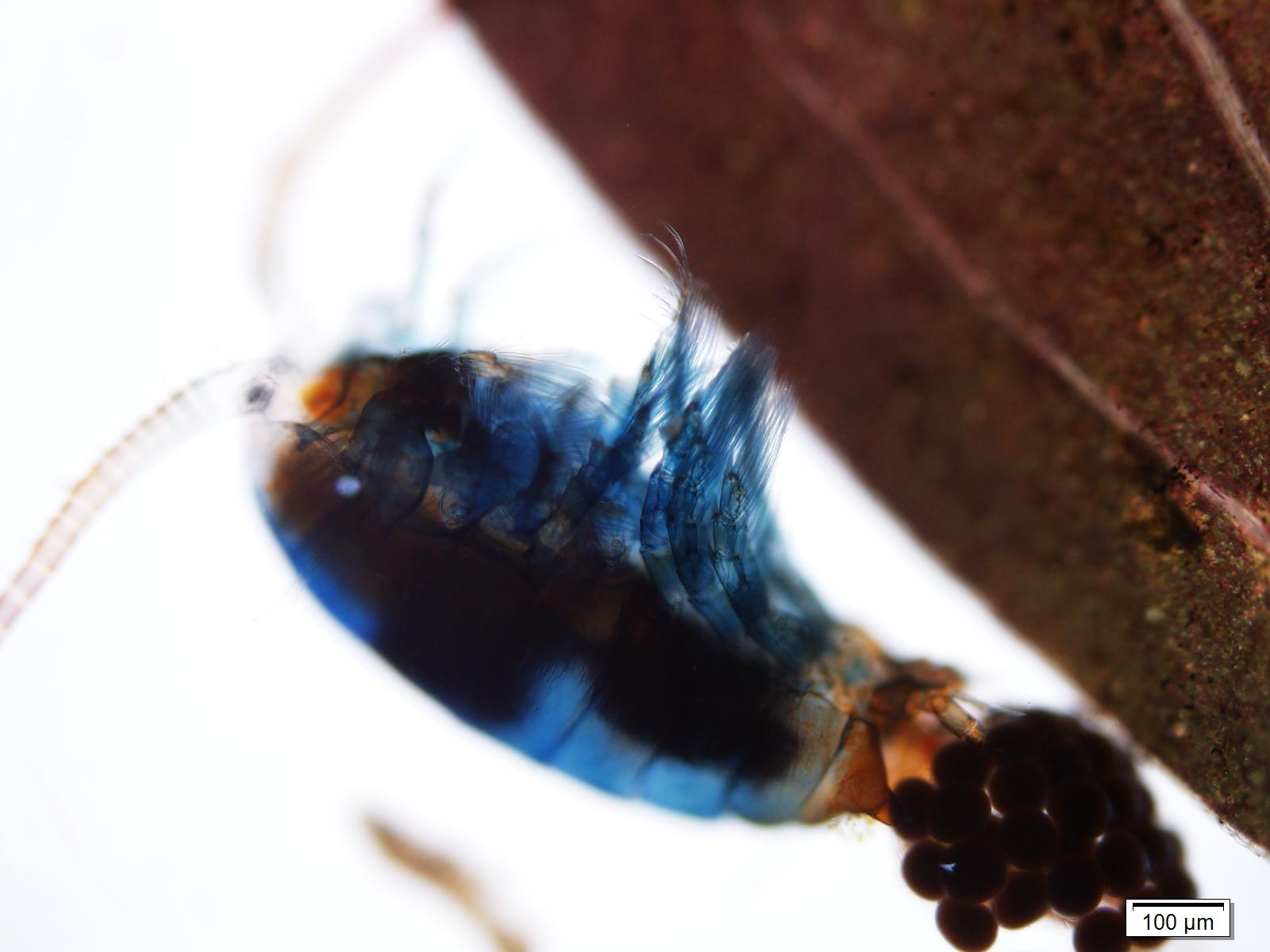
Calanus galacialis

Calanus glacialis är en kräftdjursart som beskrevs av Jaschnov 1955. Calanus glacialis ingår i släktet Calanus och familjen Calanidae. Arten är reproducerande i Sverige. Inga underarter finns listade i Catalogue of Life.